# Федерация хоккея с мячом СССР
Федерация хоккея с мячом СССР — организация, управлявшая организацией и проведением соревнований по хоккею с мячом в СССР. Представляла советский хоккей с мячом в Международной федерации хоккея с мячом.

## История
В 1952 году в составе Всесоюзной секции хоккея (ВСХ) был создан комитет по хоккею с мячом (председатель — Б. М. Михайлов).
Весной 1955 года была образована Всесоюзная секция по хоккею с мячом, председателем президиума которой был избран М. В. Канунников, заместителем председателя — Б. М. Михайлов (председатель президиума секции с 1957 года).
На учредительном пленуме ВСХ, прошедшем с 30 июня по 1 июля 1959 года, была создана Федерация хоккея СССР, ставшая единственной организацией, управляющей всеми видами хоккея. В её составе был организован комитет по хоккею с мячом, который возглавил заместитель председателя Федерации хоккея СССР Г. П. Гранатуров.
После того, как верх в дискуссии о статусе хоккея с мячом в СССР взяли сторонники чисто любительского статуса (и ратовавшие о прекращении проведения чемпионатов страны), вид спорта в течение 1962—1967 годов перешел под руководство Федерации хоккея РСФСР (образована в 1959 году). В этот период комитет по хоккею с мячом Федерации хоккея СССР отвечал лишь за международные связи и выступление сборной команды страны. 
17 октября 1967 года в результате реорганизации Федерации хоккея СССР были созданы Федерация хоккея СССР (хоккей с шайбой) и Федерация хоккея с мячом и на траве СССР. Федерацию возглавил заместитель председателя Федерации хоккея РСФСР (председатель комитета по хоккею с мячом Федерации хоккея РСФСР) Г. П. Гранатуров, и руководил ей с 1967 по 1987 год.
В 1982 году из Федерации хоккея с мячом и на траве СССР выделилась Федерация хоккея на траве СССР.
Вторым, и последним, председателем Федерации стал В. Е. Соловьёв, руководивший организацией с 1987 по 1992 год.
Федерация совместно с отделом (управлением) хоккея Спорткомитета СССР (Госкомспорта) осуществляла руководство по проведению всех всесоюзных соревнований, проводила порученные ей чемпионаты мира и другие международные соревнования, организовывала работу судейского аппарата.
Одновременно со Всесоюзной федерацией функционировали федерации хоккея с мячом РСФСР, Казахской ССР, Украинской ССР, Белорусской ССР. В Латвийской ССР и Киргизской ССР функции федерации исполняли отделы хоккея спорткомитетов этих республик.
В связи с распадом СССР прекратила своё существование в марте 1992 года. На заседании Исполкома ФИБ 6 июня 1992 года Федерация хоккея с мячом России была утверждена членом ФИБ как правопреемница Федерации хоккея с мячом СССР.

## Председатели Президиума Федерации
- 1967—1987 — Гранатуров, Григорий Петрович
- 1987—1992 — Соловьёв, Вячеслав Евгеньевич